# گرگ‌ومیش (مجموعه‌فیلم)
حماسه گرگ‌ومیش (به انگلیسی: The Twilight Saga) مجموعه فیلم‌هایی عاشقانه و فانتزی از شرکت سامیت اینترتینمنت (به انگلیسی: Summit Entertainment) می‌باشد که براساس رمانی به همین نام توسط نویسنده آمریکایی استفانی مایر نوشته شده‌است. در این فیلم بازیگرانی همچون کریستن استوارت، رابرت پتینسون و تیلور لاتنر ایفای نقش نموده‌اند. این سری بیش از ۱ میلیارد دلار در سرتاسر جهان فروش ناخالص داشته‌است و تا هم‌اکنون دارای پنج فیلم می‌باشد. اولین فیلم به نام گرگ و میش در ۲۱ نوامبر ۲۰۰۸ اکران شد، و دومین فیلم آن با نام ماه نو در ۲۰ نوامبر ۲۰۰۹ اکران شد که توانست با فروش بیش از ۷۲٫۷ میلیون دلار در اولین روز عرضه رکورد بزرگ‌ترین نمایش نیمه شب و روز برگزاری را در تاریخ فیلم‌ها بشکند و از آن خود کند. سومین بخش این سری در ۳۰ ژوئیه ۲۰۱۰ اکران شد.

ساخت این سری از سال ۲۰۰۴ در استدیوی پاراماونت آغاز شده بود که در همان اوقات تغییراتی سازگار با داستان برخلاف رمان در آن انجام داده شد. بعد از سه سال کمپانی فیلم‌سازی سامیت حقوق سری را به عهده گرفت و گرگ و میش در اولین روز اکران ۳۵٫۷ میلیون دلار فروش کرد. بعد از آن گرگ و میش سپیده دم قسمت اول در ۱۸ نوامبر ۲۰۱۱ و قسمت دوم آن در ۱۶ نوامبر ۲۰۱۲ اکران شد.

## توسعه فیلم
گرگ و میش حدود سه سال در کمپانی پارامونت در حال ساختن بود که تغییرات زیادی در داستان فیلم برخلاف رمان آن به وجود آمده بود. استفانی مایر نویسنده رمان اعلام کرد که مناقشه‌های زیادی برای داستان بود که ممکن به صورت مثبت یا منفی در مقایسه با کتاب در ان اثر بگذارد، او بیان کرد، «آن‌ها می‌توانستند آن فیلم را اکران کنند و اسمش را چیز دیگری بگذارند و هیچ‌کس آن فیلم را به عنوان گرگ و میش نخواهد شناخت!» ایده دیدن صحنه‌ای از فیلم که به صورت درست تغییر یافته بود، استفانی میر را قانع ساخت که حقوق فیلم را بفروشد. هنگام دیدن نمایشنامه او وحشت زده شد که تصمیم اشتباهی برای فروش رمان کرده بود. هنگامی که کمپانی سامیت در آوریل ۲۰۰۷ استدیوی خود را بازسازی نمودند توانستند حقوق این رمان را موفقانه بگیرند. اریک فیگ رئیس شرکت سامیت قول داد که داستانی مطابق با کتاب در مورد فیلم درست کند. همچنین حالا کمپانی سامیت می‌توانست از امتیاز فروش رمان به خوبی استفاده کند. استفانی میر احساس می‌کرد که سامیت دست بازی برای اجازه دادن او برای قسمتی از فیلم دارد. کاترین هاردویک برای کارگردانی فیلم استخدام شد و کمی بعد از آن ملیسا روزنبرگ که قسمتی کوتاه از داستان فیلم را در سال ۲۰۰۷ نوشته بود و خواهان تطابق فیلم با رمان آن را داشت برای نوشتن نمایشنامه‌های بنیادی فیلم مطابق با رمان استخدام شد. روزنبرگ طرحی را تا آخر ماه اوت برنامه‌ریزی کرد و همراه با هاردویک در نوشتن نمایشنامه در طول همان ماه همکاری کرد. هاردویک اینطور بیان کرد، «او واقعاً به ایده‌های نو پاسخ‌های خوب می‌داد و ایده‌های بسیار خوبی نیز همراه خود داشت… من صحنه‌ها را تمام می‌کنم و برای او می‌فرستم و منتظر برگشت آن‌ها هستم.» روزنبرگ به صورت تمام وقت روی پروژه کار می‌کرد تا آن را پیش از تاریخ ۳۱ اکتبر عرضه کند. او اینطور گفت که، «هدف اصلی ما تطابق دادن داستان به‌طور اصلی همراه با کتاب است و این کمتر با تطابق آن به صورت کلمه به کلمه با مثلث عاشقانه بین کاراکترهای فیلم است.» هاردویک پیشنهاد داد که چون داستان از دید بلا گفته می‌شود و او قسمتی از صحنه‌های فیلم را نیز قبل از تولید رسم نموده بود، حالت Voice Over (حرف زدن راوی در بین داستان) در فیلم علاوه برای دیالوگ‌ها اضافه شود.

میر و هاردویک رابطه بسیار نزدیکی در هنگام ساختن فیلم گرگ و میش داشتند. استفانی میر یک بدبین بود و انتظار بدترین را در مورد این رمان داشت، اما برخلاف آن، تجربه خود را در فیلم اینطور عنوان کرد، «بهترین چیزی که در مورد آن امیدوار بودم.»

در ژوئیه ۲۰۰۸، کمپانی برادران وارنر اعلام نمود که به خاطر موفقیت فیلم شوالیه تاریکی، آن‌ها فیلم هری پاتر و شاهزاده دورگه را از تاریخ عرضه اصلی اش ۲۱ نوامبر ۲۰۰۸، به ۲۱ ژوئیه ۲۰۰۹ برای تابستان انتقال می‌دهند. کمپانی سامیت نیز فیلم گرگ و میش را از تاریخ معین شده‌اش ۱۲ دسامبر ۲۰۰۸ به کمی جلوتر انتقال دادند که باعث شد هر دو فیلم یکجا عرضه شوند و برای هواداران هر دو فیلم خبر خوشی بود.

## فیلم‌ها

### گرگ و میش(۲۰۰۸)
توسط کاترین هدویککارگردانی شد و و توسط ملیسا روزنبرگ نوشته شد. داستان خط زندگی و ارتباط احساسی بین نوجوانی به نام بلا سوان و خون‌آشامی به نام ادوارد کالن و تلاش‌های ادوارد و خانواده اش برای نگهداشتن بلا از دست خون‌آشام‌ها را دنبال می‌کند.
فیلم در ۲۱ نوامبر ۲۰۰۸ عرضه شد و ۳۵٫۷ میلیون دلار در اولین روز درآمد داشت که به صورت جهانی به ۳۸۴٫۹ میلیون دلار رسید. دی وی دی آن در ۲۱ مارس ۲۰۰۹ عرضه شد و حدود ۱۸۱ میلیون دلار فروش داشت.

### گرگ و میش: ماه نو (۲۰۰۹)
توسط کریس ویتز کارگردانی شد که در حقیقت ادامه گرگ و میش می‌باشد. فیلم در ۲۰ نوامبر ۲۰۰۹ عرضه شد رکوردهای بسیار گرفت. فیلم در اولین روز در باکس آفیس توانست ۷۲٫۷ میلیون دلار و در اولین هفته ۱۴۲٬۸۳۹٬۱۳۷ دلار فروش داشته باشد. و در ادامه فیلم…

### گرگ و میش:خسوف (۲۰۱۰)
توسط دیوید اسلید کارگردانی شد و ادامه خط داستان ماه نو می‌باشد که بلا جنجال با کشمکش‌های ازدواج با ادوارد می‌باشد. فیلم به صورت رسمی در ۳۰ ژوئیه ۲۰۱۰ اکران شد. این فیلم نیز توانست رکوردی را در پرفروشترین فیلم در یک شب با کسب بیش از ۳۰ میلیون دلار در ۴۰۰۰ تئاتر در تاریخ آمریکا را از آن خود کند. رکورد شکن قبلی نیز فیلم گرگ و میش: ماه نو بود که با ۲۶٫۳ میلیون دلار در ۳۵۱۴ تئاتر رکورد را گرفته بود. فیلم بعداً توانست رکورد پرفروشترین فیلم روز چهارشنبه را در تاریخ از آن خود کند و رکورد قبلی را از فیلم ترنسفورمز: انتقام کشته بگیرد. و در ادامه فیلم…

### گرگ و میش: سپیده‌دم (۲۰۱۱/۲۰۱۲)
این فیلم توسط بیل کاندون کارگردانی شد و در دو قسمت مجزای یک و دو عرضه شده‌است. اولین قسمت در ۱۸ نوامبر ۲۰۱۱ و دومین قسمت در ۱۶ نوامبر ۲۰۱۲ عرضه شد.
در قسمت اوّل، بِلّا با ادوارد ازدواج می‌کند و در ماه عسلش می‌فهمد که باردار است. خانواده شوهرش نگران هستند زیرا بلا انسان و ادوارد خون‌آشام است و آن‌ها هویت کودکی هنوز به دنیا نیامده را نمی‌دانند. قسمت اول در کشاکش مرگ و زندگی بلا و کودکش سپری می‌شود و در آخر برای زنده ماندن بلا، او را به خون‌آشام تبدیل می‌کنند و کودکی نیمه خون‌آشام نیمه انسان به دنیا می‌آورد.
در قسمت دوم، بلا اوقات خوشی را با دختر و همسرش می‌گذراند امّا این خوشی دوامی ندارد زیرا کسی آن‌ها را دیده‌است و فکر می‌کند کالین‌ها مرتکب جرمی بخشش ناپذیر که تبدیل کردن کودک انسان به خون‌آشام است، انجام دادند. به وُلتری‌ها خبر می‌دهند و آن‌ها در صدد نابودی دختر بلا برمی آیند. کالین‌ها هم خون‌آشام‌هایی را از سرتاسر زمین جمع می‌کنند تا بر بی گناهی خود و بی‌خطر بودن رنزمی، دختر بلا، شهادت دهند؛ و در این قسمت شاهد صحنه‌هایی هیجان انگیز از نبرد و نیروی تازهٔ بلا در نقش یک خون‌آشام هستیم.